# Jesper Adolfsson
Jesper Adolfsson, född 7 november 1988 i Sorunda, är en svensk före detta handbollsspelare.

## Karriär
Adolfsson har spelat ungdomshandboll i Stockholmsklubbarna Skogås HK och Hammarby IF HF och flyttade till  HK Drott 2006. Han spelade sedan för klubben tills han slutade sin karriär. Adolfssons främsta merit blev SM-guld 2013. Enligt Drotts statistik har han gjort 276 elitseriemål och det ger honom plats 35 i klubben. Han fick ett genombrott i Elitserien under våren 2008. Efter skadebekymmer avslutade han karriären 2016. 2017 tog han med flera lagkamrater över tränarsysslan i Drott. Tränaräventyret slutade med degradering och sparken.

## Klubbar
- Skogås HK
- Hammarby IF HF (-2006)
- HK Drott (2006-2016)

## Meriter
- SM-guld med HK Drott 2013[7]